# 2 Syntagma Alexiptotiston
Za druge 2. polke glejte 2. polk.
2 Syntagma Alexiptotiston (dobesedno slovensko 2. padalski polk; kratica 2. SAL) je specialna padalska vojaška enota Helenske kopenske vojske.
Enota je primarno zadolžena za izvajanje daljinskega izvidništva, sekundarno pa za bojno iskanje in reševanje.

## Zgodovina
Polk je bil ustanovljen leta 1967 s preoblikovanjem, reorganizacijo in preimenovanjem 2. taktičnega komanda. Opravlja skoraj iste naloge kot 1 Syntagma Katadromon, toda pripadniki so še posebej usposobljeni za padalske, zračnoprevozne, zračnomobilne in zračnodesantne operacije.

## Organizacija
- Štab
- 1 Mira Alexiptotiston
- 2 Mira Alexiptotiston